# Boorhouder

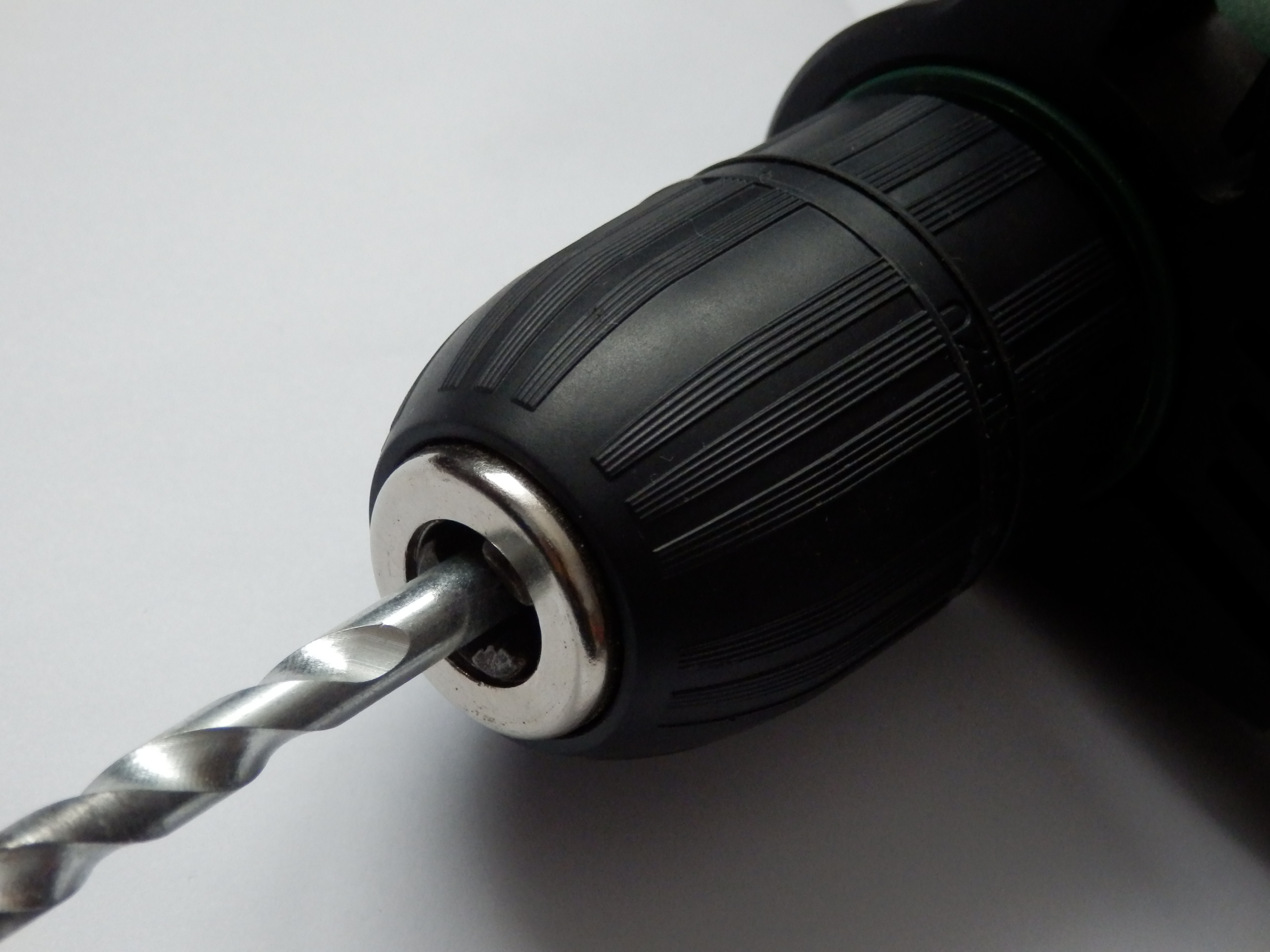
Snelspanboorhouder

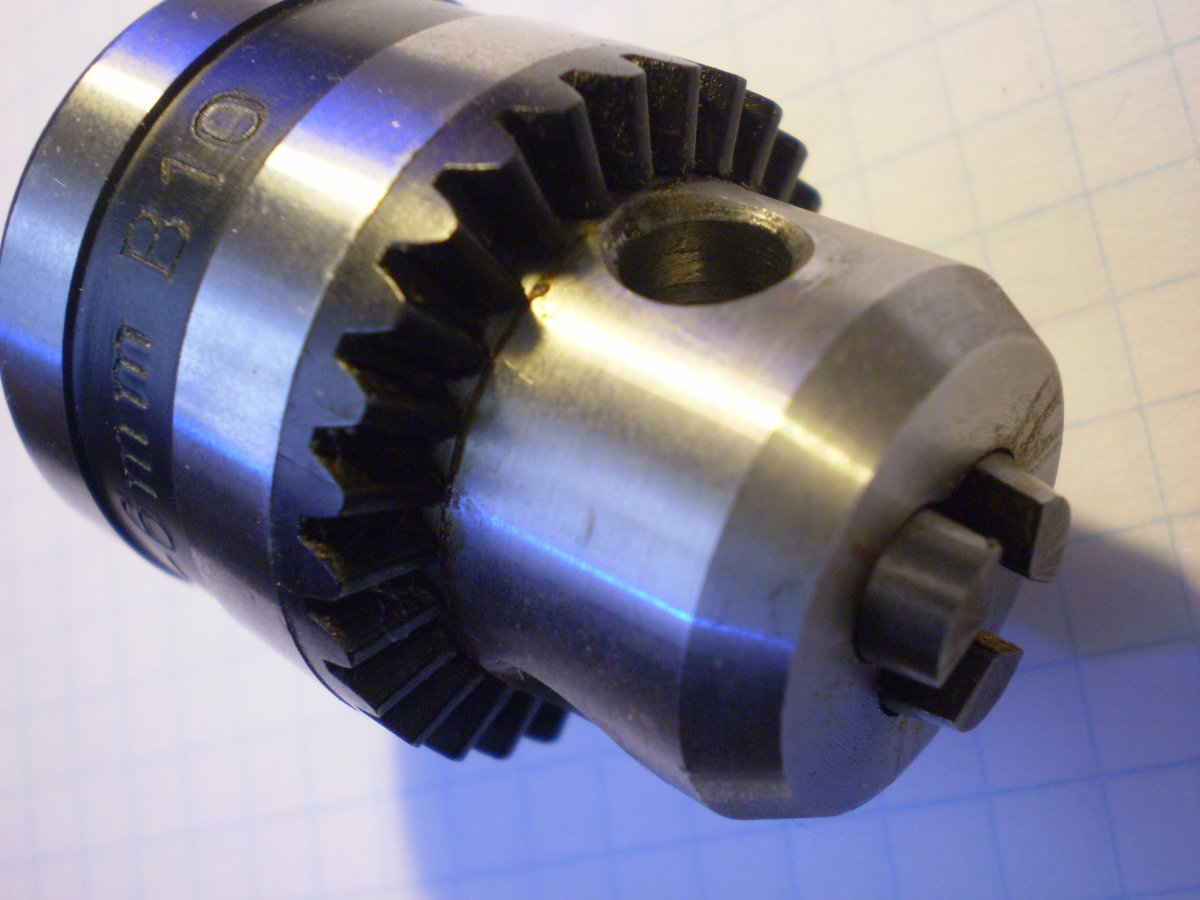
Boorhouder met tandkrans

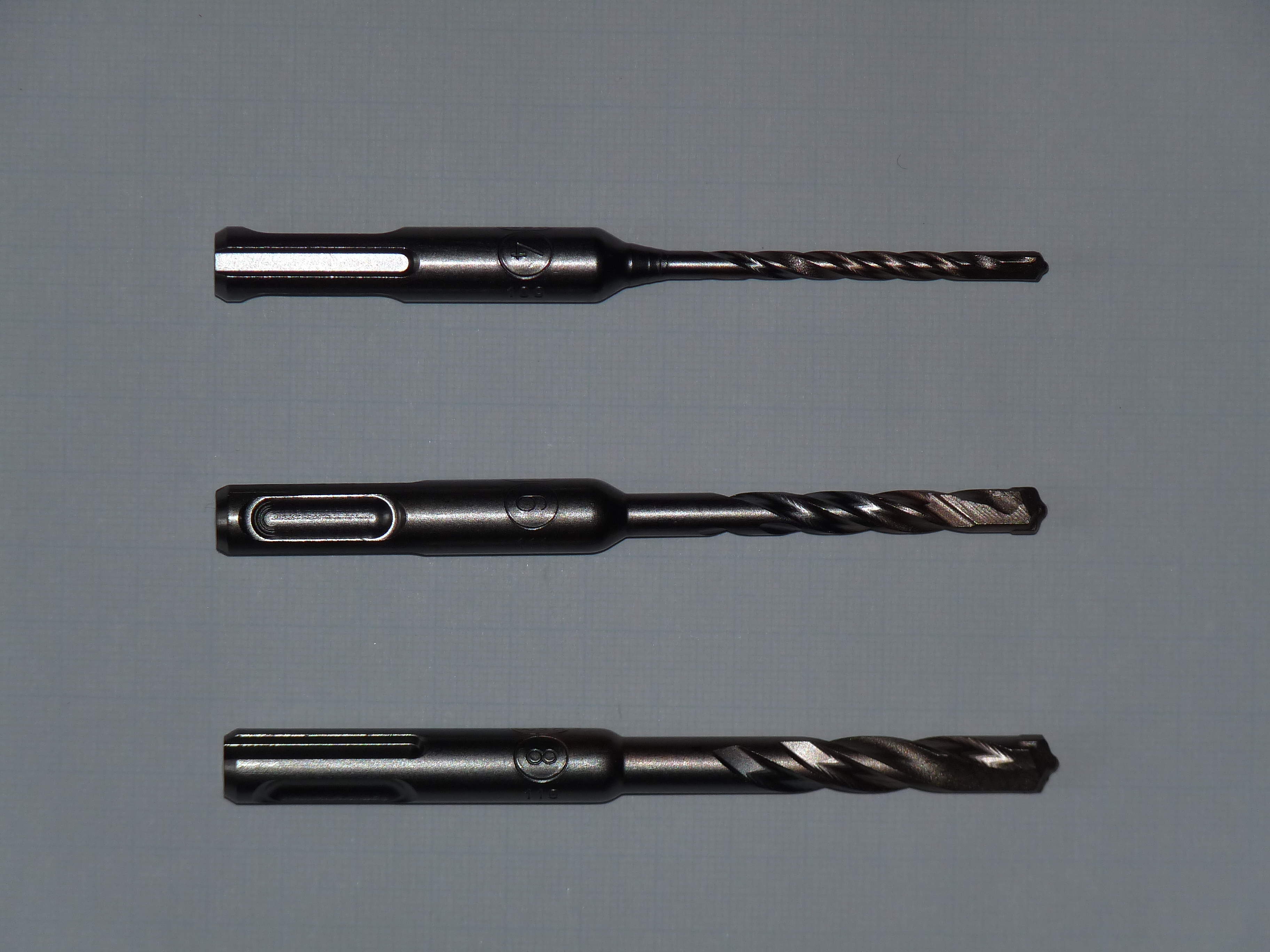
(Beton)boren met SDS-Plus schacht

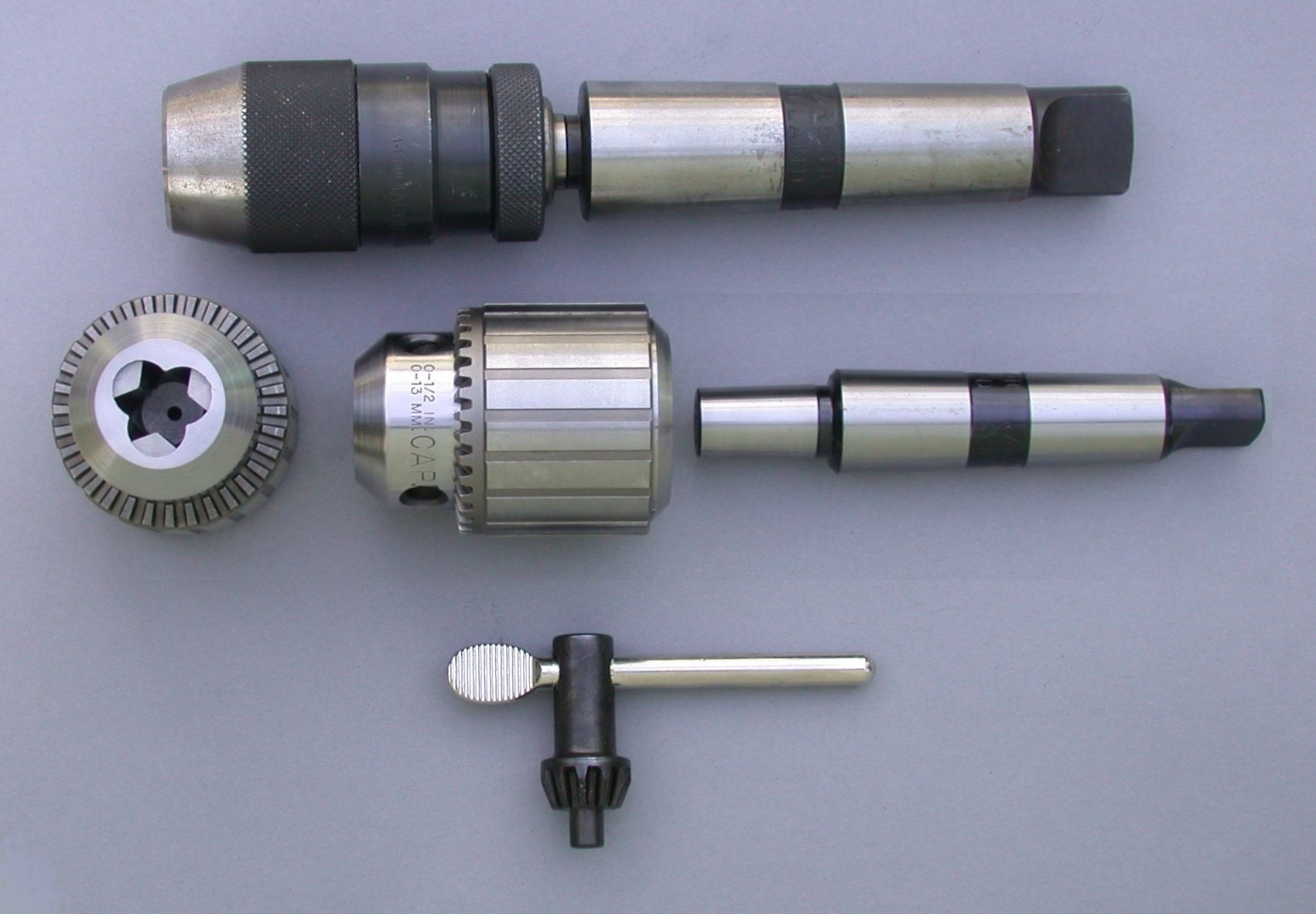
Boorhouders voorzien van morseconus schacht

Een boorhouder is een voorziening aan de as van een boormachine om boren aan de machine te bevestigen. In de wandeling wordt de houder ook wel boorkop genoemd. Een echte boorkop wordt echter in de mijnbouw gebruikt.
De boorhouders zijn op handboormachines en boorhamers vast gemonteerd. In de houders van handboormachines passen ook normale bits. 
Bij boorhamers hebben de houders een vastkliksysteem om de boren vast te klemmen. 

## Handboormachines
Op de handboormachines zijn meestal bevestigd:
- een snelspanboorhouder;
- een tandkrans boorhouder met bijbehorende sleutel.

Bij deze typen wordt een boor met cilindrische schacht vastgeklemd in een houder met drie klemmen. 
Boorhouders van dit type kunnen gewoonlijk boren van 1,5 t/m 13 millimeter bevatten. Monteurs die zich op montage moeten behelpen, gebruiken in deze houders ook wel boren met (veel) grotere diameter, waarvan de schacht is afgedraaid. De boren kunnen in de houders slippen als de houder niet voldoende vast is aangedraaid. 
Aan een booromslag zit meestal een snelspanhouder met maar twee klemmen. In de omslag worden houtboren gebruikt met een vierkante schacht, die voorkomt dat de houtboor slipt in de houder.

## Boorhamers
Bij boorhamers is een kliksysteem gebruikelijk, daarbij gaat geen energie verloren met het doorslippen van boren in de houder. Op de consumentenmarkt wordt daarvoor meestal het SDS systeem gebruikt, in licentie van BOSCH. SDS staat voor: Special Direct System, in het originele Duits "Steck – Dreh – Sitz". In het systeem kent men drie verschillende vormen:
- SDS-Plus 10mm schacht met twee sleuven
- SDS-Top 14mm schacht met twee sleuven
- SDS-Max 18mm schacht met drie sleuven

SDS-hamers kunnen ook uitgerust worden met een snelspanboorhouder met SDS-schacht, waarin traditionele boren met cilindrische schacht passen.
In boorhamers kan het ronddraaien van de houder uitgeschakeld worden. Als in dat geval in plaats van een boor een beitel wordt ingeklemd kan daarmee ook gesloopt worden.

## Vaste boormachines
Bij spiraalboren met een diameter tot maximaal 13 millimeter wordt weliswaar dezelfde boorhouder als voor handboormachines gebruikt, maar wordt de schacht van de houder meestal van een conus voorzien, waarmee de houder in de boorspil wordt opgenomen. Hij kan dan worden uitgenomen met een speciale spie en vervangen door grotere spiraalboren met conische schacht. Spiraalboren met een grotere diameter dan 13 millimeter hebben van zichzelf al een conische schacht, (dit gaat meestal om een mk2), waarmee men de boor rechtstreeks in de spil van de boormachine plaatst, zonder een boorhouder te gebruiken.
Bij universele verspanende machines kunnen de boorhouders van aangepaste bevestigingen zijn voorzien. In dergelijke machines kunnen ook veel andere typen boren worden toegepast. 